# Admiral flote (SFRJ)
Admiral flote (srbohrvaško: Admiral flote) je bil admiralski vojaški čin Jugoslovanske vojne mornarice, ki je delovala v sestavi Jugoslovanske ljudske armade. Edini, ki ga je imel, je bil Branko Mamula.
V Kopenski vojski in Jugoslovanskem vojnem letalstvu mu je ustrezal čin generala armade, v trenutni Natovi shemi činov (STANAG 2116) ustreza razredu OF-10, medtem ko v Slovenski vojski ni ustreznega čina. 